# Camilo Santiago
Camilo Raúl Santiago Jiménez (Molina de Segura, 22 de diciembre de 1982) es un atleta español especialista en la distancia de maratón.

## Carrera deportiva
Aunque nació en Molina de Segura (Murcia) su familia se trasladó temprano a La Rioja donde ha vivido hasta la actualidad. Se dedicó al fútbol durante sus años de adolescencia y juventud llegando a jugar durante varias temporadas en 3.ª división. Se desempeñaba en la posición de mediocentro. Una vez abandonado el deporte del fútbol con 29 años comienza a participar en carreras populares, mejorando muy rápidamente. Con el paso de los meses se federa y empieza una carrera fulgurante como atleta, y en la temporada 2016/2017 es capaz de llegar a instalarse entre los mejores atletas nacionales, logrando correr la distancia de Media Maratón en 1:04:27 (Valencia, 22/10/2017) y la Maratón en 2:18:58 (Valencia, 20/11/2016). 
En el año 2018 corre en la Maratón de Milán 2:13:56 obteniendo la 5.ª plaza. Gracias a este resultado es seleccionado para representar a la selección española en el Campeonato de Europa de atletismo celebrado en Berlín y logra la posición 16.ª, con una marca de 2:17:24. En esta temporada logra ser subcampeón de España de media maratón en Melilla. Resultado por el que representa a España en el Campeonato del Mundo de media maratón celebrado en Valencia consiguiendo mejorar su marca persona con 1:02:40 y logrando la posición 39ª.
En los siguientes años ya instalado en la élite del atletismo mejora sus marcas hasta la 1:01:46 en media maratón (Valencia, 27/10/2019) y 2:09:56 en maratón (Valencia, 06/12/2020).

## Resultados más destacados
- Subcampeón de España de Media Maratón (Melilla 2018)
- 16.º Campeonato de Europa de Maratón (Berín 2018)
- 39.º Campeonato del Mundo de media Maratón (Valencia 2018)